# Lake Hamilton (Florida)
Lake Hamilton város az USA Florida államában, Polk megyében. Lakosainak száma 1537 fő (2020. április 1.).

## Népesség
A település népességének változása:
| Lakosok száma | 1304 | 1231 | 1537 |
|               | 2000 | 2010 | 2020 |